# Awful: Australian Tour
Awful: Australian Tour är en EP av det amerikanska rockbandet Hole, utgiven den 27 april 1999 på skivbolaget MCA International. Den innehåller fem livelåtar från bandets spelningar i Australien från den 17 januari till den 21 januari 1999, samt studioversionen till Awful som är hämtad direkt från albumet Celebrity Skin (1998). Samtliga låtar återfinns i original på albumet Celebrity Skin, utom Pretty on the Inside som kommer från gruppens debutalbum med samma namn, Pretty on the Inside (1991).

## Låtlista
Alla låtar är skrivna av Hole
1. "Awful" – 3:18
2. "Pretty on the Inside" (live) – 1:26
3. "Heaven Tonight" (live) – 3:35
4. "Northern Star" (live) – 5:31
5. "Awful" (live) – 3:12
6. "Celebrity Skin" (live) – 3:04

## Banduppsättning
- Courtney Love - sång, kompgitarr
- Eric Erlandson - gitarr
- Melissa Auf der Maur - bas
- Samantha Maloney - trummor